# 爱德华·韦斯特隆德
爱德华·韦斯特隆德（瑞典語：Edvard Westerlund，1901年2月1日—1982年12月7日），芬兰男子摔跤运动员。他曾代表芬兰参加1924年、1928年和1936年夏季奥林匹克运动会摔跤比赛，共获得一枚金牌和一枚铜牌。